# Villard-de-Lans
Villard-de-Lans è un comune francese di 4 277 abitanti situato nel dipartimento dell'Isère della regione dell'Alvernia-Rodano-Alpi. Fa parte della cooperazione Alpine pearls.

## Società

### Evoluzione demografica
Abitanti censiti